# Печёрская, Светлана Владимировна
Светла́на Влади́мировна Печёрская (урождённая Давы́дова; 14 ноября 1968, с. Смолинское, Талицкий район, Свердловская область) — советская и российская биатлонистка.
Серебряный призёр Олимпийских игр 1992 года в индивидуальной гонке, семикратная чемпионка мира, многократный призёр чемпионатов мира, обладательница Кубка мира сезона 1990/91.
Мастер спорта СССР международного класса (1989). Заслуженный мастер спорта СССР (1990).
Окончила Уральский политехнический институт.

## Биография
Воспитанница Геннадия Вепрева.
Начинала с лыжных гонок, но затем перешла в биатлон, где вскоре стала показывать высокие результаты. Недостатки в стрельбе легко компенсировала благодаря высокой скорости на дистанции.
В сборную СССР приглашена в 1988 году.
Чемпионка мира в командной гонке на 7,5 км (1989, 1990, 1991), в индивидуальной гонке на 15 км (1990), в эстафете 3×7,5 км (1989, 1990, 1991). Серебряный призёр чемпионатов мира в спринте на 5 км (1990), в спринте на 7,5 км (1991), в командной гонке на 7,5 км (1992). Бронзовый призёр чемпионата мира в индивидуальной гонке на 15 км (1989).
В сезоне 1990/91 стала обладательницей Кубка мира.
На Олимпийских играх 1992 года в Альбервиле в составе Объединённой команды стала серебряным призёром в индивидуальной гонке на 15 км, допустив один промах. В спринте закрыла все мишени, но заняла только 13-е место. В эстафете 3×7,5 км не выступала.
После Олимпиады приняла решение завершить карьеру в возрасте всего 23 лет. Работала инструктором-методистом в новосибирской спортивной школе олимпийского резерва по сноуборду.